# Кригшпиль
Кригшпиль (нем. Kriegsspiel «военная игра») — настольная стратегическая игра, разработанная Георгом фон Рассевицем (нем. Georg von Rassewitz) в 1812 году и опубликованная в 1824 году; первая попытка создания реалистичной военной игры (в отличие от традиционных логических игр), «прадедушка всех варгеймов». В ней была применена концепция тумана войны, с помощью коробок, закрывавших части игрового поля от противника.
Изначально действие происходило на карте района границы Франции c Бельгией.

## Игровой набор
В игровой набор кригшпиля входили массивный комод со столешницей размером 180x180 сантиметров, содержащий множество игровых элементов — гипсовых частей рельефа (10x10 см), фарфоровых фишек, обозначающих различные формирования, циркули и линейки для измерения расстояний, кубики, маленькие коробки для создания «тумана войны» и книга с набором правил.

## История
В XIX веке в кригшпиль много лет активно играли кайзер Вильгельм и российский император Николай I, а в прусской армии эта игра повсеместно использовалась для штабных тренировок офицерского состава, причём, по отзывам прусского командования, эта игра стала важным фактором немецких побед. И наоборот, после многочисленных военных побед Пруссии во второй половине XIX века распространённость кригшпиля среди прусских военных резко возросла.
Правила Рейсвица определяли результаты каждого столкновения сил с помощью специальных кубиков (игральных костей). Всего их было пять: две — для определения результатов артиллерийского огня, две — для ружейного, а все пять — для розыгрыша атаки с помощью холодного оружия. На костях наносились латинские буквы «R», то есть «Rückzug», отступление, «G», «Geschlagen», «T», «Totalgeschlagen», то есть поражение и полное поражение, которые обозначали последствия атаки. Потери войск противников высчитывали и отмечали в специальной таблице. Поэтому сначала в военных играх была велика роль случайности. Но затем в 1876 году германский военный теоретик Юлиус фон Верди дю Вернуа опубликовал работу «Введение в военную игру», в которой предложил использовать вместо костей мотивированные решения опытных посредников, которые лучше чем участники знают военное дело и могут оценивать, кто потерпел поражение, а кто выиграл. В России Аркадий Скугаревский в 1874 году издал пособие «Введение в военную игру», в котором также предложил возложить определение результатов боя на посредников. В отличие от германской школы военной игры, в России было решено не доводить военную игру до боя главных сил, поскольку считалось, что нет способов, которые помогут беспристрастно смоделировать его. Моделировалось лишь сосредоточение сил, столкновения авангардов.
В XXI веке сообщество любителей кригшпиля из нескольких сотен человек существует в Лондоне.

## Игры по мотивам кригшпиля
Применив концепцию тумана войны к шахматам, в 1899 году Генри Мишель Темпл создал шахматный вариант кригшпиля, доживший и до наших дней.